# Hugo de Jonge

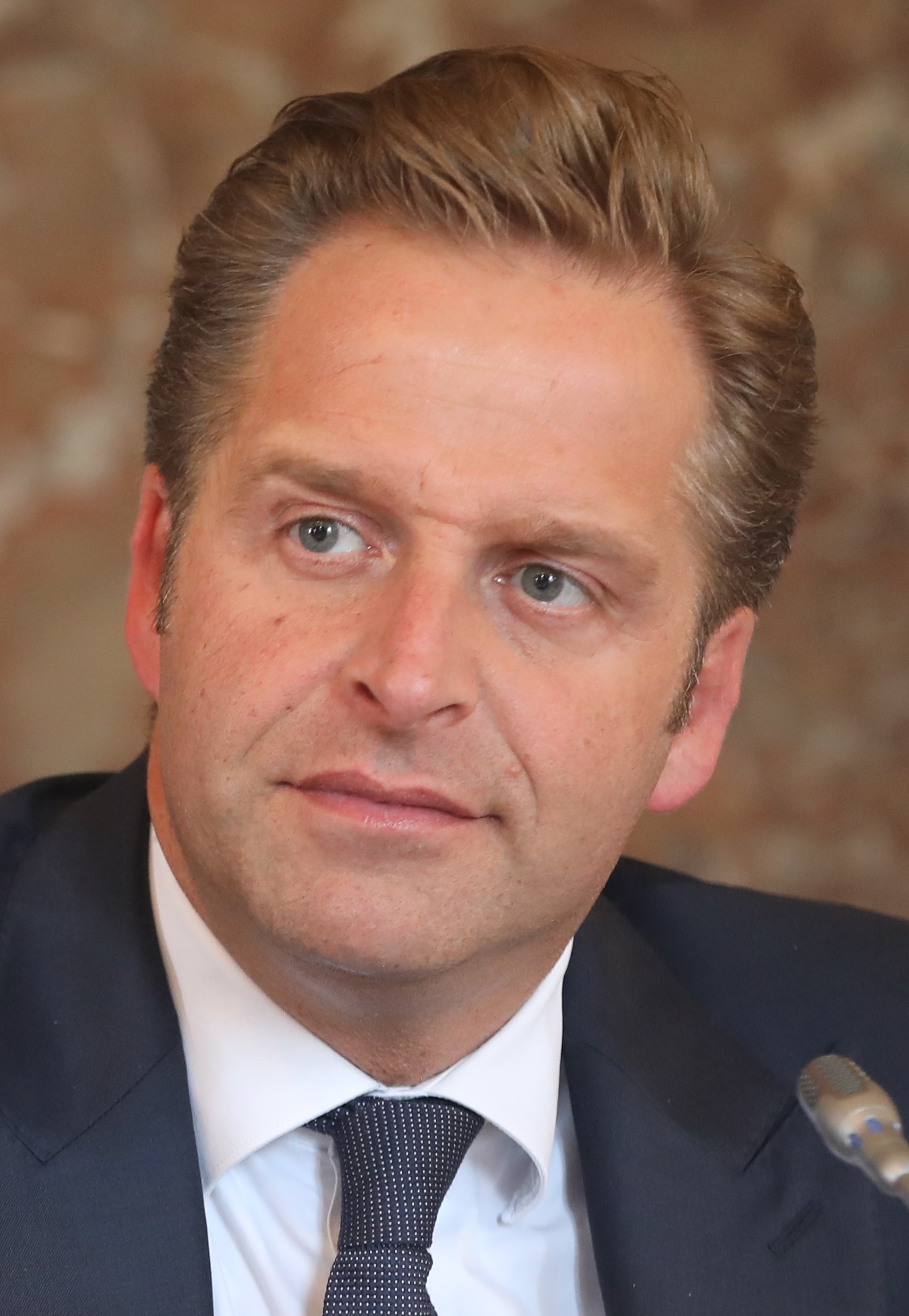
Hugo de Jonge (2019)

Hugo Mattheüs de Jonge (* 26. September 1977 in Bruinisse, Zeeland) ist ein niederländischer Politiker des CDA. Er ist seit 2024 Kommissar des Königs in der Provinz Zeeland. Zuvor war er Minister für Gesundheit (2017–2022), Wohnungsbau und Raumordnung (2022–2024) sowie Inneres (2023–2024) und von 2017 bis 2022 stellvertretender Ministerpräsident der Niederlande.

## Laufbahn
Nach Erreichen der Fachhochschulreife (HAVO) 1995 absolvierte de Jonge die Grundschullehrerausbildung an der Ichthus Hogeschool in Rotterdam. Ab 1999 unterrichtete er als Lehrer in der christlichen Grundschule (CBS) De Akker in Rotterdam. 2000 wurde er Konrektor der Da Costa School in Rotterdam. An der protestantischen Akademie für Schulmanagement Octaaf P.C. in Zwolle bildete er sich weiter und erlangte 2004 die Qualifikation zum Schulleiter.
2004 übernahm er die Funktion des Referenten in der Fraktion der christdemokratischen Partei CDA in der Zweiten Kammer der Generalstaaten. 2006 wurde de Jonge politischer Assistent von Ministerin Maria van der Hoeven und anschließend von Staatssekretärin Marja van Bijsterveldt im Ministerium für Bildung, Kultur und Wissenschaft, 2008 außerdem vorübergehend von Ministerpräsident Jan Peter Balkenende im Ministerium für allgemeine Angelegenheiten. Von 2008 bis 2010 war er im Ministerium für Bildung, Kultur und Wissenschaft als Projektleiter und Programmmanager tätig.
2010 wurde de Jonge Beigeordneter von Rotterdam für Bildung, Jugend und Familie, 2014 für Bildung, Jugend und Gesundheit.
Hugo de Jonge wurde am 26. Oktober 2017 zum Minister für Gesundheit, Soziales und Sport sowie stellvertretenden Ministerpräsidenten im dritten Kabinett Rutte ernannt. Als Gesundheitsminister war er für die Bekämpfung der COVID-19-Pandemie zuständig. Im Juli 2020 wählten die Mitglieder des CDA de Jonge zum Spitzenkandidaten für die Parlamentswahl im folgenden Jahr und damit zum politischen Leiter der Partei. Er erhielt im ersten Wahlgang 48,7 Prozent und in der Stichwahl gegen Pieter Omtzigt 50,7 Prozent der Stimmen. Allerdings verzichtete de Jonge im Dezember desselben Jahres auf die Parteiführung, da er seine Pflichten als Gesundheitsminister während der Covid-19-Pandemie nicht mit denen des Spitzenkandidaten in Wahlkampf vereinigen konnte. Sein Nachfolger als CDA-Chef war Wopke Hoekstra. Nach der Parlamentswahl im März 2021 blieb de Jonge aufgrund der langwierigen Regierungsbildung noch bis Januar 2022 geschäftsführender Gesundheitsminister. 
Im Kabinett Rutte IV war de Jonge von Januar 2022 bis September 2023 Minister ohne eigenes Ministerium, zuständig für Wohnungswesen und Raumordnung. Dieses Politikfeld gehörte zum Geschäftsbereich des Innenministeriums. Nach dem Wechsel seiner Parteikollegin Hanke Bruins Slot vom Innen- ins Außenministerium wurde de Jonge im September 2023 selbst Minister für Innere Angelegenheiten und Königreichbeziehungen (d. h. die Angelegenheiten der zum Königreich der Niederlande gehörenden Überseegebiete Aruba, Curaçao und Sint Maarten). Dieses Amt hatte er bis zum Regierungswechsel im Juli 2024 inne.
Im August 2024 einigten sich die neue Innenministerin Judith Uitermark (NSC) und die Provinciale Staten von Zeeland  darauf, de Jonge als Kommissar des Königs vorzuschlagen. Er trat das Amt am 15. September 2024 an.

### Nebenämter
De Jonge bekleidete als Beigeordneter verschiedene mit dieser Funktion verbundene Nebenämter. So war er unter anderem Vorsitzender des Vorstands der Arbeitsgemeinschaft Jugendhilfe und der Arbeitsgemeinschaft der Gesundheitsämter in der Region Rotterdam-Rijnmond sowie Mitglied des Gesundheits- und Gemeinwohlausschusses des Verbands niederländischer Gemeinden (VNG), des Bildungsrats und der Taskforce gegen Kindesmisshandlung und sexuellen Missbrauch.

## Privates
De Jonge ist Mitglied der protestantischen Kirche in den Niederlanden. Zusammen mit seiner Ehefrau Mireille hat er einen Sohn und eine Tochter.